# Seznam lesotskih pesnikov
Seznam lesotskih pesnikov.

## A
- Moroesi Akhionbare

## L
- Jacqueline Lyons

## M
- Thomas Mofolo
- A.S. Mopeli-Paulus

## N
- Mzamane Nhlapo
- Mpho Matsepo Nthunya